# Rauta
Rauta est un comité de développement villageois du Népal situé dans le district d'Udayapur. Au recensement de 2011, il comptait 7 630 habitants.